# Molophilus acanthus
Molophilus acanthus är en tvåvingeart som beskrevs av Alexander 1923. Molophilus acanthus ingår i släktet Molophilus och familjen småharkrankar. Inga underarter finns listade i Catalogue of Life.